# Caudatella edmundsi
Caudatella edmundsi is een haft uit de familie Ephemerellidae. De wetenschappelijke naam van de soort is voor het eerst geldig gepubliceerd in 1959 door Allen.
De soort komt voor in het Nearctisch gebied.